# Анад Абід
Анад Абід Твереш (араб. عناد عبد طويرش; нар. 3 серпня 1955) — іракський футболіст, виступав на позиції півзахисника.

## Клубна кар'єра
Протягом усієї кар'єри захищав кольори клубу «Ар-Рашид».

## Кар'єра в збірній
З 1985 року викликався до складу національної збірної Іраку, за яку дебютував 20 вересня в поєдинку кваліфікації до чемпіонату світу 1986 проти Об'єднаних Арабських Еміратів. У 1986 році був викликаний тренером Еварісто де Маседо для участі в Чемпіонаті світу 1986 року, де команда Іраку вилетіла за підсумками групового етапу. На цьому турнірі Махмуд зіграв один поєдинок, проти господарів турніру.

## Титули і досягнення
- Переможець Панарабських ігор: 1985
- Переможець Кубка арабських націй: 1985